# トリプル・シーズ
トリプル・シーズ (Triple C's) とは、アメリカ合衆国のラップグループである。2005年にラッパーのリック・ロスが中心となって結成された。2009年10月27日には、デビューアルバム『Custom Cars & Cycles』をリリースし、ビルボード200にて初登場44位を記録した。

## 現在のメンバー
- リック・ロス
- トーチ
- ガンプレイ
- ヤング・ブリード

## ディスコグラフィー

### アルバム
- Custom Cars & Cycles (2009)

### ミックステープ
- Gunplay - 「Sniffahill: First Gram」 (2008)
- Torch - 「Ski Mask Music」 (2008)
- Gunplay - 「Fugitive」 (2010)
- Young Breed - 「Trap Talk」 (2010)
- Torch - 「Krash Kourse」 (2011)
- Young Breed - 「Project Prezident」 (2011)
- Gunplay - 「Off Safety」 (2011)
- Torch - 「U.F.O. (Underestimated, Forgotten, & Overlooked) Vol. 1」 (2011)
- Gunplay - 「Bogota Rich」 (2011)
- Torch - 「U.F.O. Vol. 2」 (2012)
- Torch - 「No AC」 (2012)